# N’Djamena-Dschibuti-Highway
Der N’Djamena-Dschibuti-Highway verbindet die Hauptstadt des Tschad (N’Djamena) mit Dschibuti und damit die Sahelzone mit dem Indischen Ozean. Er gehört zum System der Trans-African Highways, welches zusammen von der UN/ECA, der Afrikanischen Entwicklungsbank und der Afrikanischen Union betrieben wird. Im System der  trans-afrikanischen Autobahnen wird die Autobahn als TAH 6 bezeichnet.
Die Strecke durchquert die sudanesische Region Darfur, in der der Ausbau der Strecke wegen des Darfur-Konflikts zum Stillstand gekommen ist.
Der Highway ist insgesamt 4219 Kilometer lang. Weniger als die Hälfte davon ist befestigt und ein Großteil der Straße befindet sich in schlechtem Zustand. In Äthiopien führt sie durch bergiges Gebiet, was den Ausbau ebenfalls erschwert.
Auf dem Teilstück zwischen Wad Madani in Sudan und Werota in Äthiopien verläuft die Strecke gemeinsam mit dem Kairo-Kapstadt-Highway. Im Westen schließt sie an den Dakar-N’Djamena-Highway an und verbindet sich mit ihm zu einer 8715 km langen Ost-West-Route durch den afrikanischen Kontinent. Die Route folgt dabei ungefähr einer von der französischen Kolonialmacht geplanten Route, die zur Kontrolle der gesamten Region dienen sollte – Bemühungen, die später zur Faschoda-Krise führten.

## Kreuzungen mit anderen transafrikanischen Straßenrouten
- Mit TAH 5 Dakar-N’Djamena-Highway in N’Djamena (Tschad).
- Mit TAH 3 Tripolis-Windhoek-(Kapstadt)-Highway in N’Djamena.
- Mit TAH 4 Kairo-Gaborone-Kapstadt-Highway der Straßenabschnitt von Wad Madani (Sudan) nach Wereta (Äthiopien) wird gemeinsam genutzt.